# Trận thành Phủ Sơn

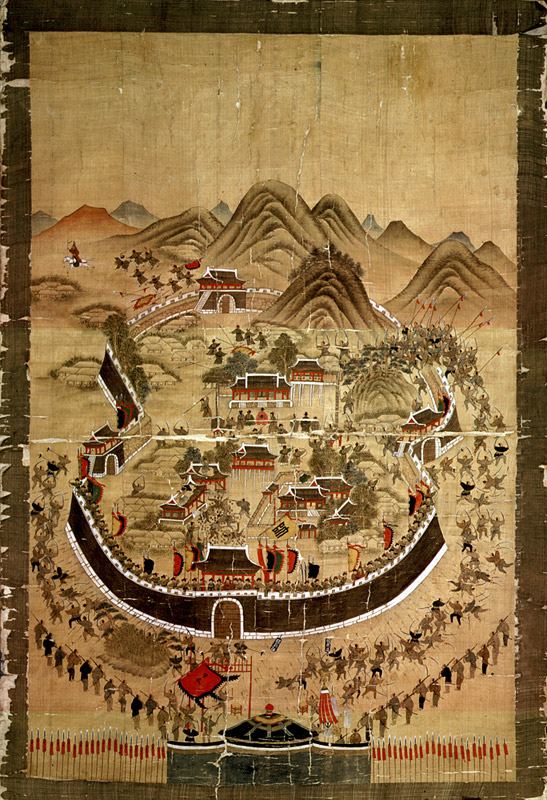
Quân Nhật cướp phá Phủ Sơn.

Trận thành Phủ Sơn (tức Busan) diễn ra vào ngày 24 tháng 5 năm 1592 giữa quân Nhật và quân Triều Tiên. Trận đánh tại Phủ Sơn cùng trận đánh tại trấn Đa Đại là hai trận mở màn của cuộc chiến tranh Nhật Bản-Triều Tiên (1592-1598).

## Bối cảnh
Quân Nhật gồm 400 tàu vận tải chở 18.700 lính dưới sự chỉ huy của Konishi Yukinaga khởi hành từ đảo Đối Mã (Tsushima) vào ngày 23 tháng 5 và đến cảng Phủ Sơn mà không gặp phải bất kỳ chướng ngại vật nào. Tướng giữ thành Phủ Sơn là Trịnh Bát (Yeong Bal) phát hiện hạm đội Nhật khi đang đi săn trên đảo Ảnh (Yeongdo) nằm ngoài khơi cảng Phủ Sơn và lập tức quay trở về thành chuẩn bị cho việc phòng thủ. Daimyō đảo Đối Mã là Sō Yoshitoshi (người từng trong đoàn sứ giả sang Triều Tiên năm 1589) đích thân lên một chiếc thuyền mang thư đến cho Trịnh Bát, yêu cầu ông này ra lệnh cho binh sĩ của mình giải giáp, để cho quân Nhật hành quân sang Trung Quốc. Do không có câu trả lời, quân Nhật đổ bộ vào 4 giờ sáng ngày sau đó.
Hạm đội 150 thuyền của Triều Tiên nằm bất động khi chỉ huy tả đạo của Khánh Thượng là Phác Hoằng báo hữu đạo của Khánh Thượng là Nguyên Quân, nhưng ông này lầm tưởng hạm đội xâm lược chỉ là một hạm đội thuyền buôn.
Các chỉ huy quân Nhật bao gồm Konishi, Sō, Matsura Shigenobu, Arima Harunobu, Ōmura Yoshiaki và Gotō Mototsugu cũng như một số binh lính đều là tín hữu Cơ Đốc giáo. Konishi dẫn một cánh quân nhỏ đánh trấn Đa Đại trong khi So dẫn đại quân công đánh thành Phủ Sơn.

## Trận chiến
Vào sáng ngày 24 tháng 5 năm 1492, Sō Yoshitoshi một lần nữa Trịnh Bát để cho quân Nhật đi qua, bảo đảm rằng ông ta cùng môn hạ của mình sẽ an toàn. Tuy nhiên, Trịnh Bát từ chối nói rằng bổn phận của ông là giữ thành, chỉ khi nào có chiếu chỉ từ Hán Thành thì ông mới mở thành. Không thuyết phục được Trịnh Bát, Sō Yoshitoshi hạ lệnh tấn công. Ban đầu, quân Nhật cố gắng đánh chiếm cổng Nam nhưng gặp nhiều tổn thất phải đổi sang đánh cổng Bắc. Quân Nhật trèo lên một ngọn núi, dùng súng hỏa mai bắn vào quân Triều Tiên trong thành. Quân Triều Tiên vốn chỉ dùng cung và giáo nên tầm bắn không bằng súng quân Nhật. Chẳng bao lâu, quân Triều Tiên hết tên, còn Trịnh Bát trúng đạn chết vào khoảng 9 giờ sáng. Biết tin chủ tướng đã tử trận, quân Triều Tiên đánh mất hết sĩ khí và thành Phủ Sơn thất thủ.

## Sau trận chiến
Sau khi vào thành, quân Nhật ra sức chém giết. Cả "đàn ông, đàn bà lẫn chó mèo đều bị chặt đầu". Theo sử Nhật, quân Nhật đã giết tổng cộng 8.500 người tại Phủ Sơn và bắt 200 người làm tù binh.
Chỉ huy Hải quân Tả đạo Khánh Thượng Bak Hong theo dõi Phủ Sơn thất thủ từ xa. Ông cho đánh đắm hạm đội gồm 100 tàu của mình, trong đó bao gồm hơn 50 tàu chiến được trang bị pháo cũng như phá hủy vũ khí và lương thảo để chúng không rơi vào tay người Nhật. Từ bỏ binh sĩ của mình, ông ta chạy về Hán Thành.
Ngày hôm sau, Konishi hợp quân rồi tiến đánh thành Đông Lai nằm cách Phủ Sơn khoảng 10 km về phía đông bắc trên trục đường chính tới Hán Thành.

## Hậu quả
Với việc cảng Phủ Sơn rơi vào tay quân Nhật, khu vực này trở thành địa điểm đổ bộ của những lần triển khai tiếp theo của quân Nhật tới Triều Tiên trong suốt thời gian cuộc chiến, đáng chú ý là đội quân lớn do Kato Kiyomasa chỉ huy và quân đội nhỏ dưới sự chỉ huy của Kuroda Nagamasa. Đây cũng là địa điểm trung chuyển lương thảo chính của quân Nhật trong cuộc chiến.
Để tưởng niệm trận chiến, chính quyền Hàn Quốc đã cho dựng một bức tượng của Trịnh Bát bên cạnh lãnh sự quán Nhật tại Phủ Sơn.